# Caleb Antill
Caleb Antill, född 8 augusti 1995 i Canberra, är en australisk roddare.

## Karriär
I augusti 2016 vid U23-VM i Rotterdam tog Antill guld tillsammans med Robert Black, Luke Letcher och Thomas Schramko i scullerfyra. I september 2018 vid VM i Plovdiv tog han silver tillsammans med Campbell Watts, Alexander Purnell och David Watts i scullerfyra.
I juli 2021 vid OS i Tokyo tog Antill brons tillsamamns med Jack Cleary, Cameron Girdlestone och Luke Letcher i scullerfyra. I september 2022 vid VM i Račice tog han brons tillsammans med David Bartholot i dubbelsculler.